# 이세연 (축구인)
이세연 (李世淵, 1945년 7월 11일 ~ )은 대한민국의 축구 선수이다. 이운재 선수에 이어 한국 골키퍼 출전수 2위이며, 한때 대표팀에서 공격수 이회택과 함께 큰 인기를 누렸었다. 포지션은 골키퍼이며, 인터뷰에서 밝히기를 아직 본인은 공식적으로 은퇴를 하지 않았다고 한다.

## 참고 자료
이세연 - 터프한 매력으로 인기 높았던 명골키퍼